# Wijken en buurten in Koggenland
De Nederlandse gemeente Koggenland is voor statistische doeleinden onderverdeeld in wijken en buurten. De gemeente is verdeeld in de volgende statistische wijken:
- Wijk 00 Westerkoggenland (CBS-wijkcode:159800)
- Wijk 01 Spierdijk (CBS-wijkcode:159801)
- Wijk 02 Zuidermeer (CBS-wijkcode:159802)
- Wijk 03 Ursem (CBS-wijkcode:159803)
- Wijk 04 Avenhorn (CBS-wijkcode:159804)
- Wijk 05 Oudendijk (CBS-wijkcode:159805)
- Wijk 06 Obdam (CBS-wijkcode:159806)
- Wijk 07 Hensbroek (CBS-wijkcode:159807)

Een statistische wijk kan bestaan uit meerdere buurten. Onderstaande tabel geeft de buurtindeling met kentallen volgens het Centraal Bureau voor de Statistiek (2008):
| CBS-buurtcode | Buurtnaam                            | Inwonertal | Opp. totaal (ha) | Opp. land (ha) | Ligging                |
| ------------- | ------------------------------------ | ---------- | ---------------- | -------------- | ---------------------- |
| BU15980001    | De Goorn                             | 2850       | 607              | 595            | Locatie in de gemeente |
| BU15980002    | Berkhout                             | 1780       | 757              | 720            | Locatie in de gemeente |
| BU15980003    | Bobeldijk                            | 310        | 577              | 559            | Locatie in de gemeente |
| BU15980100    | Spierdijk                            | 1570       | 950              | 945            | Locatie in de gemeente |
| BU15980200    | Zuidermeer en omgeving               | 500        | 786              | 777            | Locatie in de gemeente |
| BU15980300    | Ursem-Centrum                        | 2150       | 68               | 64             | Locatie in de gemeente |
| BU15980301    | Rustenburg                           | 220        | 144              | 140            | Locatie in de gemeente |
| BU15980308    | Noorddijk en omgeving                | 420        | 581              | 564            | Locatie in de gemeente |
| BU15980309    | Mijzer polder                        | 120        | 405              | 375            | Locatie in de gemeente |
| BU15980400    | Avenhorn                             | 3130       | 160              | 149            | Locatie in de gemeente |
| BU15980401    | Scharwoude                           | 460        | 152              | 139            | Locatie in de gemeente |
| BU15980402    | Grosthuizen                          | 400        | 437              | 418            | Locatie in de gemeente |
| BU15980500    | Oudendijk                            | 440        | 611              | 581            | Locatie in de gemeente |
| BU15980600    | Obdam                                | 5200       | 614              | 607            | Locatie in de gemeente |
| BU15980608    | Verspreide huizen langs Obdammerdijk | 100        | 195              | 184            | Locatie in de gemeente |
| BU15980609    | Verspreide huizen in Berkmeer polder | 110        | 298              | 288            | Locatie in de gemeente |
| BU15980700    | Hensbroek                            | 1420       | 577              | 563            | Locatie in de gemeente |
| BU15980701    | Wogmeer                              | 290        | 416              | 415            | Locatie in de gemeente |